# Torta Dobos
La torta Dobos (in ungherese dobostorta, pron. [doboʃ tortɒ]) o più semplicemente Dobos è una torta tipica ungherese.

## Descrizione
Quella della torta Dobos è una preparazione non semplice. Il dessert è formato da sei strati di pan di Spagna, su cui è spalmata una crema al burro al cioccolato, mentre in  cima è presente uno strato sottile di caramello. Il bordo è ricoperto di nocciole macinate, castagne, noci o mandorle. La glassatura al caramello aiuta a prevenire che la torta si secchi.

## Storia
Fu ideata dal pasticciere József Dobos (1847-1924) nel 1885 e presentata alla mostra nazionale di Budapest dello stesso anno. I primi a poter provare la preparazione furono Francesco Giuseppe e la consorte Elisabetta. La torta guadagnò presto fama in tutta Europa, grazie anche alla promozione fatta da Dobos, che viaggiò a lungo presentando la propria creazione. Il caramello serviva a mantenerla più a lungo in un periodo in cui la refrigerazione non era ancora di uso comune. La ricetta rimase segreta fino a quando Dobos si ritirò e la regalò alla camera dei pasticcieri di Budapest.
La fortuna di cui godette la Dobos portò diversi pasticceri a imitarla. Ciò è confermato ad esempio dall'olandese Spekkoek, la statunitense Doberge e l'italiana Ungherese, creata dalla pasticceria Pagani di Parma nel 1914. Oggi è ritenuta essere la torta ungherese più nota.